# 阪田佳代
阪田 佳代（さかた かよ、3月23日 - ）は、日本の女性声優。大阪府出身。シグマ・セブン所属。

## 人物
子供の頃、吉本興業のテレビ番組に出演したことがある。
(株)Doa The・声優塾7期生。
特技は日本舞踊。趣味は音楽鑑賞、テレビゲーム、料理、アロマテラピー、アクセサリー集め、写真。
「声優になりたい」と思い始める前までは、「将来は花屋になりたい」と真剣に思っていたぐらい花が好きで、中学時代は園芸部に所属していた。

## 出演
太字はメインキャラクター。

### テレビアニメ
2002年
- HAPPY★LESSON（2002年 - 2003年、子供、女子生徒、赤ん坊 他） - 2シリーズ

2004年
- 犬夜叉（子供達）
- Wind -a breath of heart-（女の子、生徒）
- 花右京メイド隊 La Verite（御膳部C）

2005年
- こみっくパーティーRevolution（星野美穂）
- ぱにぽにだっしゅ!（鈴木さやか〈6号さん〉）
- 魔法少女リリカルなのはA's（マリエル・アテンザ）

2006年
- 桜蘭高校ホスト部（すみれ）
- Canvas2 〜虹色のスケッチ〜（バスケ部員）
- くじびきアンバランス（くじびき管理委員長）　
- 地獄少女 二籠（二瓶今日子）
- 奏光のストレイン（アーメンガァド・ヨハニッツ、ベッキィ）
- NIGHT HEAD GENESIS（女生徒、機内放送）
- Fate/stay night（女生徒）
- xxxHOLiC（エンゼル、女子高生B）
- まじめにふまじめ かいけつゾロリ（女性）

2007年
- 京四郎と永遠の空（ミカの愛人）
- GO!GO!カートくん（ジェーンちゃん）
- バンブーブレード（鈴城）
- ひだまりスケッチ（2007年 - 2008年、女生徒、女の子） - 2シリーズ
- 魔人探偵脳噛ネウロ（谷田麻佐子）
- 魔法少女リリカルなのはStrikerS（シャッハ・ヌエラ、マリエル・アテンザ）

2010年
- ヨスガノソラ（天女目瑛）

2011年
- 真剣で私に恋しなさい!!（甘粕真与）

2015年
- 魔法少女リリカルなのはViVid（シャッハ・ヌエラ）

### 劇場アニメ
- 魔法少女リリカルなのは The MOVIE 2nd A's（2012年、マリエル・アテンザ[11]）
- 魔法少女リリカルなのは Reflection / Detonation（2017年 - 2018年、マリエル・アテンザ） - 2部作

### OVA
- 夏色の砂時計（2004年、演劇部部員）
- 警察戦車隊 TANK S.W.A.T.（2005年、浅田）
- AIKa R-16:VIRGIN MISSION（2007年、アキ）
- ToHeart2 adplus（2009年、菜々子）
- 天地無用！GXP〜パラダイス始動編〜（2023年、藍蓮・カリューク・花櫻）

### Webアニメ
- リーンの翼（2006年）

### ゲーム
1999年
- Machine Maiden外伝〜シンシア〜（シンシア、アルシア）

2004年
- ToHeart2（菜々子）※PS2

2006年
- あやかしびと -幻妖異聞録-（如月すず）

2008年
- ハッピーダンスコレクション（リリカ）

2010年
- ティンクル☆くるせいだーすGoGo!（聖沙・B・クリステレス）
- 花と乙女に祝福を〜春風の贈り物〜（藍那祈）

2011年
- ToHeart2 ダンジョントラベラーズ（菜々子）
- 花と乙女に祝福を -春風の贈り物- portable（藍那祈）
- 魔法少女リリカルなのはA's PORTABLE -THE GEARS OF DESTINY-（マリエル・アテンザ）

2012年
- クロノベルト-SchwarzOath-（如月すず）
- ハートフルシミュレーター PACHISLOT ToHeart2（菜々子）
- 真剣で私に恋しなさい!!R（甘粕真与）

2013年
- 鬼ごっこ! Portable（坂上加奈）

2016年
- Strawberry Nauts -ストロベリーノーツ-（寿々苗穂海）

### ドラマCD
- 愛と欲望は学園で 3（セレブな客）
- 江ノ島ベイビィ ドラマCD（2006年9月29日）
- 大江戸絵巻 夏色の砂時計DEござる 後編（ぱらでうす嘉兵衛の店員）
- 記憶の風 -FOR MY BROTHER-（子供時代の由樹）
- 鬼の風水シリーズ（卓也〈子供〉）
  - 薫 -KAORU- 〜鬼の風水シリーズI〜
  - 透子 -TOUKO- 〜鬼の風水シリーズIII〜
- 君の体温、僕の心音 〜右手にメス、左手に花束2〜
- 豪華客船で恋は始まる（湊の妹）
- 交渉人は黙らない（メイド娘）
- ここでは密やかに（岡下の娘）
- さあ 恋におちたまえ（女子2）
- SUGGESTION 〜ANSWER2〜（まいちゃん）
- 幸せのLEVEL Part.1（少女）
- 情熱の結晶 ひそやかな情熱4（大迫）
- ティンクル☆くるせいだーす きらきらサウンドステージ#03 聖沙&アゼル（聖沙・B・クリステレス）
- ドキドキレンアイ（雪野静子）
- ときめきメモリアル3 はじめまして！（看護婦）
- 願い叶えたまえ II（ももか）
- ねじれたEDGE（二階堂）
- ハーレム・ナイト 瑠璃色の王冠（女性客）
- ぱにぽにだっしゅ!ドラマCD Vol.1 発達したチャクラ
  - ぱにぽにだっしゅ!ドラマCD Vol.2 総天然色桃月劇場
- ファンタズム
- 封殺鬼II 〜ぬばたまの呪歌〜（女子中学生A）
- プラス20cmの距離（女友達2）
- ブレックファースト・クラブ 3（犬山妹）
- BOYS LIFE 完全版（少女）
- 放課後はスキャンダル（道前寺エミリ）
  - 聖なる夜のスキャンダル（道前寺エミリ）
- 僕の声 金のがちょう編（子供）
- ホットギミック2
- Venus Versus Virus（『月刊電撃コミックガオ!』2006年12月号付録）
- 魔法少女リリカルなのはStrikerS サウンドステージ（シャッハ・ヌエラ）
- 夜明けには好きと言って（エリ）
- 六花風舞 〜斎姫異聞シリーズIII〜

### ラジオ
- ぱにらじだっしゅ!（2006年2月16日放送・第9回 / アニメイトTV）
- 江ノ島ベイビィラジオ（2006年8月5日〜 / 江ノ島ベイビィ）
- RADiOティンクル☆くるせいだーす（2008年3月10日放送・第14回 / 音泉）
- ささら・まーりゃんの生徒会会長ラジオ for ToHeart2（2009年5月22日放送・第66回 / 音泉）

### 楽曲
- 黄色いバカンス 桃月学園1年C組feat.片桐姫子&橘玲（2005年8月24日発売 / キングレコード）
- ルーレット☆ルーレット 桃月学園1年C組feat.一条さん&桃瀬くるみ（2005年9月22日発売 / キングレコード）
- 少女Q 桃月学園1年C組feat.上原都&6号さん（2005年11月23日発売 / キングレコード）
- ぱにぽにだっしゅ! ボーカルベストアルバム 歌のザ・ベストテン（2006年2月22日発売 / キングレコード）

### 博物館子供用音声ガイド
- 恐竜博2005（ポウター）
- 世界の巨大恐竜博2006（モモリー）
- ベルリンの至宝展（BÄR LIN ※読み方は「ベア リン」）

### その他コンテンツ
- 芝山町立芝山古墳・はにわ博物館（ムサ国物語 あやか）
- エリンが挑戦! にほんごできます。（エリン、N21-J）
- ブルブルアンタッチャブル（ナレーター / 朝日放送）